# 线粒体膜间隙
线粒体膜间隙（英語：Intermembrane space of mitochondria）也称为“线粒体膜间间隙”，是线粒体外膜与线粒体内膜之间的空隙，宽约6-8nm，其中充满无定形液体。由于线粒体外膜含有孔蛋白，通透性较高，而线粒体内膜通透性较低，所以线粒体膜间隙内容物的组成与细胞质基质十分接近，含有众多生化反应底物、可溶性的酶和辅助因子等。由于蛋白质不能穿过孔蛋白，所以它们必须以一段特定的信号序列以供识别并转运进膜间隙，细胞色素c正是以这种方式进入膜间隙的。线粒体膜间隙中还含有比细胞质基质中浓度更高的腺苷酸激酶、单磷酸激酶和二磷酸激酶等激酶，其中腺苷酸激酶是线粒体膜间隙的标志酶，它可以催化膜间隙中三磷酸腺苷（adenosine triphosphate，简称“ATP”）分子末端的磷酸基团转移到单磷酸腺苷（adenosine monophosphate，简称“AMP”）分子上，生成两分子的二磷酸腺苷 （adenosine diphosphate，简称“ADP”）。
线粒体膜间隙中存在的蛋白质称为“线粒体膜间隙蛋白质”，这些蛋白质全部在细胞质基质中合成。有研究指出，线粒体膜间隙蛋白质在诱导癌细胞凋亡中具有重要作用。

## 蛋白转运机制
在细胞质基质中合成的蛋白质进入线粒体膜间隙需要两段导向序列：位于蛋白质N端的基质导向序列（marix-targeting sequence）和紧接其后的膜间隙导向序列（intermembrane-space-targeting sequence）。拥有这两段导向序列的蛋白质能以保守性寻靶（conservative targeting）或非保守性寻靶（nonconservative targeting）这两种转运方式进入线粒体膜间隙。